# Titularbistum Arisitum
Das Bistum Arisitum (lateinisch Dioecesis Arisitensis) ist ein Titularbistum der römisch-katholischen Kirche. 
Es geht zurück auf einen Bischofssitz in der Stadt Alès in Frankreich. 
| Titularbischöfe von Arisitum |                |                                  |                 |     |
| Nr.                          | Name           | Amt                              | von             | bis |
| 1                            | Patrick Le Gal | Weihbischof in Lyon (Frankreich) | 7. Oktober 2009 |     |